# Spitzkopf-Zackenbarsch
Der Spitzkopf-Zackenbarsch (Epinephelus leucogrammicus, Syn.: Anyperodon leucogrammicus) kommt im Roten Meer und im Indopazifik von Mosambik bis nach Japan, Australien und den Phoenixinseln vor. Er bevorzugt korallenreiche Zonen in Lagunen Außenriffen in Tiefen von einem bis 50 Metern und verbirgt sich oft in Höhlen und Spalten. Der 65 Zentimeter lang werdende Fisch ernährt sich vor allem von kleineren Fischen und möglicherweise von größeren Krebstieren.

## Merkmale
Der Spitzkopf-Zackenbarsch hat einen langgestreckten, seitlich zusammengedrückten Körper. Das Maul ist immer deutlich länger als der Durchmesser der Augen. Die bei Zackenbarschen üblichen „Hundszähnen“ im Vorderteil beider Kiefer sind rudimentär oder fehlen. Die Zähne an den Seiten des Unterkiefers sind unterschiedlich lang. Im Unterschied zu alle anderen Zackenbarschen ist das Gaumenbein beim Spitzkopf-Zackenbarsch zahnlos.
Die Rückenflosse hat elf Hart- und 14 bis 16 Weichstrahlen, die Afterflosse hat drei Hart- und acht bis neun Weichstrahlen. Der weichstrahlige Teil der Rückenflosse und die Afterflosse sind abgerundet. Brust-, und Bauchflossen sind klein und nur etwa halb so lang wie die Kopflänge, die Bauchflossen reichen nicht bis zum Anus. Die Schwanzflosse ist abgerundet.
Ausgewachsene Spitzkopf-Zackenbarsch sind hell grünlich oder graubraun mit einer Vielzahl rotorangener Punkte auf Kopf, Körper, Rücken- und Schwanzflosse. Auf den Flanken kann man vier weiße Längsbänder erkennen, die mit zunehmendem Alter immer schwächer werden. Die Brustflossen, sowie die hinteren Bereiche von Rücken-, After und Schwanzflosse sind transparent.
Jungfische, die kleiner als acht Zentimeter sind, zeigen eine Farbmimikry von Lippfischen der Gattung Halichoeres. Sie sind von goldgelber Grundfarbe und zeigen blaugraue Längsstreifen. Auf der Schwanzflossenwurzel und in der Rückenflosse sitzen je ein Augenfleck.

## Systematik
Der Spitzkopf-Zackenbarsch hat den langgestrecktesten und den am meisten zusammengedrückten Körper aller Zackenbarsche. Er ist auch der einzige, dessen Gaumenbein zahnlos ist. Er stand ursprünglich allein in der monotypischen Gattung Anyperodon, wurde aber in einer im September 2018 veröffentlichten umfangreichen Revision in die Gattungen Epinephelus gestellt, mit denen er elf Flossenstacheln in der Rückenflosse, sowie weitere Merkmale gemeinsam hat.